# Companhia Geral de Comércio de Pernambuco e Paraíba

Uma das bandeiras mercantes de Portugal.

A Companhia Geral de Comércio de Pernambuco e Paraíba foi uma empresa privilegiada, de carácter monopolista, criada pelo Marquês de Pombal, na segunda metade do século XVIII, em Portugal.
Fundada em 13 de Agosto de 1759, destinava-se a controlar e fomentar a atividade comercial com as capitanias de Pernambuco e Paraíba, no Estado do Brasil. Maria I de Portugal extinguiu-lhe o monopólio, no início da década de 1780, no contexto da chamada "Viradeira".

## Definição
A Companhia de Comércio de Pernambuco e Paraíba foi uma empresa monopolista responsável por, entre 1759 a 1780, realizar todo o comércio transatlântico entre a capitania de Pernambuco e suas adjacentes, a saber: as capitanias de Paraíba, Rio Grande do Norte, Ceará, além de partes de Alagoas. Portanto, uma área de 2 203 léguas ou entre 13 591 408,5 a 14 539 800 quilômetros. Nestas regiões, suas principais atribuições eram:
1. Compra de insumos agrícolas de exportação como açúcar, tabaco, algodão e couro. Estes eram vendidos mediante preço pré-estipulado e fixo, sendo estes fixados pela Mesa de Inspeção;
2. A venda, em espécie ou em mercadorias, de produtos manufaturados;
3. O financiamento, em dinheiro, em mercadorias de consumo ou instrumentos de trabalho dos produtores;
4. O fornecimento de mão de obra, por meio da venda de escravos vindos de Angola;
5. Além de quaisquer gêneros necessários à região de seu monopólio;
6. Construção de navios.

Para além de atribuições, a Companhia e seus membros gozavam de certos privilégios, sendo eles: o juízo privativo em ações que lhe diziam respeito, como lucros e dividendos, além de questões relativas à sua administração; o monopólio comercial por 20 anos dos negócios acima citados e seus empregados não poderiam ser convocados a serviços públicos obrigatórios. Também seus membros acionistas dispunham “Privilégio de Nobres”, sendo isentos de alguns impostos e podendo receber “Hábitos de Ordens Militares”.

## Estrutura administrativa
A junta administrativa ficava sediada em Lisboa, tendo como subordinadas uma no Porto e outra no Recife. A junta de Lisboa era constituída de um provedor, dez deputados, três conselheiro e um secretário. Já suas contrapartes tinham a mesma constituição: um intendente e seis deputados. Além destas, haviam representantes da companhia instalados em Angola, Rio de Janeiro, Bahia e nas ilhas Faial e São Miguel, nos Açores.
Para ascender aos cargos de Lisboa, Recife e no Porto, era necessário serem comerciantes, residentes nestas cidades, serem portugueses (seja continental, do ultramar ou naturalizado), além de serem acionistas com o mínimo de 10 ações da companhia. Os eleitores por sua vez, eram acionistas com no mínimo 5 ações. Nas juntas subordinadas, seriam eleitos 2 candidatos, sob escrutínio dos administradores de Lisboa. Todos os administradores deveriam ser sancionados por resolução régia.

## Resultados

#### Regiões abrangidas e produtos comercializados
A área de circulação da companhia perpassava a Europa, Ásia e África. A Inglaterra, principal parceira comercial de Portugal no período de existência da companhia, era a grande fornecedora dos produtos manufaturados (tecidos de algodão) e bens para o refino e produção do açúcar. Da Holanda advinham panos, cabos diversos para a marinha, amarras, fios, lonas (produtos relacionados à navegação fluvial). Alguns outros importantes parceiros comerciais foram Hamburgo, Gênova, Trieste, Veneza, Marselha, Rouen e Madrid, além das ilhas principais ilhas dos Açores: Faial e São Miguel, fornecedoras de linhos e brins de vela De Goa, vinham tecidos diversos da Ásia. Assim, estes bens constituíam-se de bens de consumo para a própria companhia, bem como para a venda aos coloniais.
Também num âmbito mais geral do império Português, a empresa buscava a criação de um mercado de consumo para os bens manufaturados em Portugal. Deste modo, vendiam-se principalmente panos e louças aos senhores de engenho pernambucanos. Esses produtos eram de produção mais cara, mas se tornavam mais atraentes na medida em que se sobretaxava os concorrentes estrangeiros: 12% para os tecidos nacionais e 45% para os de fabrico estrangeiro.
Como afirmado, a companhia era responsável pela importação dos escravos africanos para Pernambuco e região. A coroa buscava a dinamização do tráfico dentro dos domínios portugueses, principalmente de Congo e Angola. Desta última, vieram 85% dos escravos, de um total de 41 324 trazidos durante 1761 e 1779.
O principal produto de comercialização da Companha de Pernambuco e Paraíba era o açúcar. Na década anterior à instalação da companhia, a média anual de caixas produzidas nem sequer chegava a 6 100 caixas, enquanto que na vigência do monopólio esta média foi de 8 100. Já na década de 1770 iniciaram-se conflitos entre os senhores de engenho e a mesa de inspeção quanto aos preços cobrados sobre o produto. Na vigência do monopólio, foram realizados apenas três aumentos no preço pago pelo açúcar: 1765, 1770 e 1777. A preocupação dos administradores, mesmo quando no mercado de Londres o açúcar se valorizava, era mantê-lo competitivo em relação a outras regiões produtoras. O açúcar brasileiro era refinado principalmente na Europa (Londres e Hamburgo). O refino leva à duplicação do valor do açúcar, com lucros de 250% (lucro este que não era feito nem pelos senhores de engenho, nem pela própria companhia).

## Gradativo fim da companhia
O período de 1769-1770 é determinante para a companhia, pois a queda brusca dos lucros ocorre nesse momento.
O governo, com base na experiência da companhia, manifestava-se favorável ao comércio livre e não concordava com a alegação da junta de que o comércio livre era ruinoso.
A Companhia Geral de Pernambuco e Paraíba tinha de enfrentar forte crise econômica no ano de 1770, ocasionado pela baixa nos lucros, é válido mencionar a prática de compra de créditos feita pela Companhia a largo prazo o que resultava no encarecimento do produto.
Os registros reforçam a situação pela qual a instituição passava: de 8 304 caixas fornecidas no ano de 1769, passa a fornecer 6 549 e 6 109 nos dois anos seguintes .
O ano de 1770 ainda marca uma alta no preço do açúcar, além de medidas que foram tomadas com a finalidade de livrar a companhia geral do Paraíba e Pernambuco de uma queda brusca econômica, no entanto os erros administrativos começaram a aparecer e a reação de abafar os movimentos foi um efeito agravante e impulsionador para o fim da Companhia.  
A companhia ainda perdeu sua figuração, pois a administração do órgão visava a atender os interesses particulares, o que foi resultado de uma permanência continuada dos membros.
Até então o couro nordestino ocupava o segundo lugar na pauta das exportações da áreas abrangida pelo exclusivo da Companhia, contudo a alta da produção açucareira resultou no abandono da produção de subsistência.
Uma acomodação dos administradores da companhia se instalou na colônia ao entrar rapidamente em um período de safra abundante.
1779, ano em que a queda da companhia é a mais grave, mostra a realidade dos senhores de engenhos endividados, e a decadência do monopólio se agrava.
A extinção da Companhia não ocorreu de forma abrupta, pois precisava liquidar as dívidas acumuladas pela companhia, ocasionada pelo acúmulo de crédito, entretanto continuou comercializando mesmo após a falta de capital de giro. Diante desse cenário, os coloniais através das câmaras e ofícios diretos a realeza, pediam com veemência a extinção da companhia propondo pagar suas dívidas aos poucos e sem "carregar os juros ao horroroso débito por causa dos sobrecarregados (preços) com que já lhe foram vendidos os gêneros".

## Bandeira

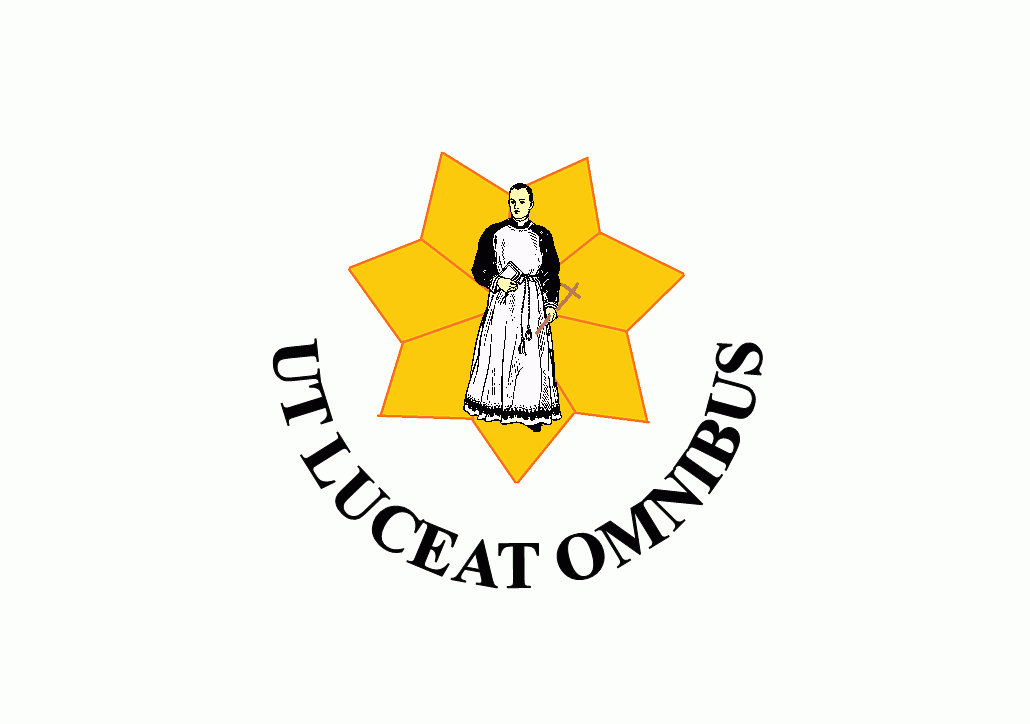
Bandeira da Companhia Geral de Comércio de Pernambuco e Paraíba.

Segundo o alvará de instituição, assim é descrito a bandeira da Companhia:

Chegando as naus de guerra desta Companhia a formarem Esquadra, levarão as Armas de Vossa Magestade nas bandeiras da Capitania e Almirante, e a divisa, e empresa dela será uma bandeira à quadra com a imagem de Santo Antônio sobre a estrella, que constitui as armas, que Vossa Magestade é servido dar à dita Companhia.
— parágrafo 24, Alvará de 13 de agosto de 1759